# Eupera cubensis
Eupera cubensis är en musselart som först beskrevs av Cecil Thomas Prime 1865.  Eupera cubensis ingår i släktet Eupera och familjen ärtmusslor. IUCN kategoriserar arten globalt som livskraftig. Inga underarter finns listade i Catalogue of Life.